# Ле-Бюг
Ле-Бюг (фр. Le Bugue) — коммуна на юго-западе Франции в департаменте Дордонь (регион Аквитания). Ле-Бюг входит в состав кантона Валле-де-л’Ом.

## География
Коммуна расположена в Чёрном Перигоре на реке Везер, неподалёку от её слияния с Дордонью. Непосредственно в границах города ручей Ладуш впадает в Везер.
Коммуна обслуживается маршрутами региональной железнодорожной сети TER Aquitaine (вокзал дю Бюг), а также по её территории проходят департаментские автотрассы 703 и 710.

## История
На месте впадения ручья Ладуш (фр.) в реку Везер, где сейчас находится Ле-Бюг, люди жили ещё в доисторическую эпоху.

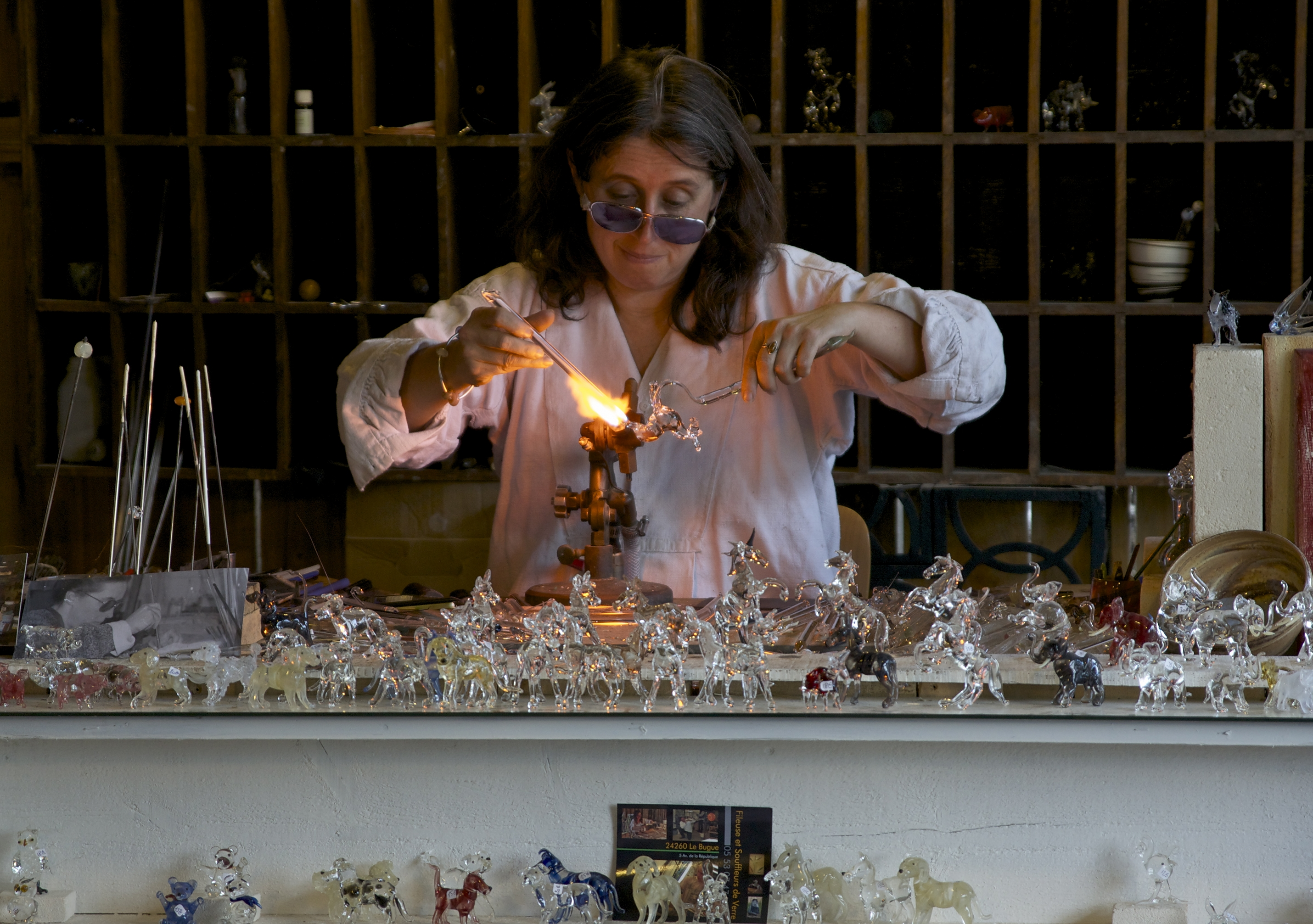
Стеклянных дел мастер в Ле-Бюге

В 964 году на этом месте было основано бенедиктинское аббатство Сен-Марсель-э-Сен-Сальвадор (полностью прекратило своё существование в конце XIX века). Период расцвета в Ле-Бюге длился до 1154 года, когда весь Перигор стал английской провинцией; город зачастую оказывался на границе между английскими войсками и армией короля Франции, что приносило его жителям множество страданий.
Одной из самых значительных дат в истории города считается ноябрь 1319 года, когда король Франции Филипп V распорядился в скрепленном печатью указе постоянно устраивать в селении рынок по вторникам; этот порядок действует и в XXI веке.
Несмотря на братоубийственную вражду между сеньорами Лимёя и Флерака, Ле-Бюг, вплоть до французской революции, был тихим торговым городком.
Частью своей известности Ле-Бюг обязан родившемуся здесь химику и врачу Жану Рэ (1583—1645), открывшему закон сохранения массы за 200 лет до Антуана Лавуазье, и придумавшего «термоскоп», предшественник современного медицинского термометра.
В конце XIX века в Ле-Бюге построили мост и сюда пришла железная дорога (линия между Перигё и Аженом).

## Достопримечательности
- Церковь Сен-Сюльпис
- Пещера Бара-Бао (фр. grotte de Bara-Bahau)
- Аквариум Чёрного Перигора
- Деревня Бурна (фр. village du Bournat), музей под открытым небом, где представлена жизнь Перигора в конце XIX века
- Муниципальный музей палеонтологии и дикой флоры и фауны
- Орнитологический парк «Terre des Oiseaux»
- Демонстрации и стажировка стеклодувов

## Массовые мероприятия
Ежегодно в третьи выходные августа (суббота—понедельник) устраивается большой городской праздник (fête de la Saint-Louis) с передвижными аттракционами, соревнованием рыбаков, блошиным рынком, проездом украшенных цветами повозок и фейерверком.
В городе ежегодно устраивается цветочная ярмарка.
Раз в два или три года в середине марта в коммуне устраивается фестиваль мотоциклов.